# 褐條天竺鯛
褐條天竺鯛，又名褐尾紋天竺鯛、褐條天竺鯛，俗名大目側仔，為輻鰭魚綱鈎頭魚目天竺鯛科的其中一個種。
该物种的模式产地在莫桑比克。

## 分布
本魚分布於印度洋－西太平洋區，包括東非、塞席爾群島、台灣、中國南海等海域。

## 深度
水深10－15公尺。

## 特徵
本魚體延長而側扁，眼大，口大略下位。頜齒細小，鋤骨和腭骨通常具齒，舌上無齒，鰓蓋骨後緣棘不發達，體被弱櫛鱗，側線完整，背鰭2個，尾鰭呈叉形，魚體呈金黃褐色，體側為白色與黃褐色縱帶相間，而中央的黃褐色縱帶延長至尾鰭末端且顏色變為褐色，腹部則有不連續的藍色小點。背鰭硬棘8枚；背鰭軟條9枚；臀鰭硬棘2枚；臀鰭軟條8枚。體長可達8公分。

## 生態
本魚生活於熱帶海域，喜群游於獨立礁上半部之邊緣區或大型礁洞中。屬肉食性，以底棲甲殼類為食。繁殖期時，雄魚具有口孵習性，卵約7日化成仔魚，由雄魚吐出，具短暫的仔魚飄浮期。

## 經濟利用
可食用，通常做下雜魚處理，製成魚粉當飼料，亦可當作觀賞魚。